# Осборн Рейнольдс
Осборн Рейнольдс (англ. Osborne Reynolds, *23 серпня 1842 — †21 лютого 1912) — англійський інженер і фізик.

## Біографія та наукові здобутки
Народився в Белфасті в сім’ї священнослужителя. З 18 років працював в механічній майстерні, поступив в Кембриджський університет, де вивчав математику і механіку. Закінчив університет в 1867 році. З 1868 по 1905 роки — професор кафедри будівельної механіки Манчестерського університету. З 1888 року очолював Вітвортовську інженерну лабораторію. Роботи Рейнольдса присвячені механіці, гідродинаміці, теплоті, електриці, магнетизму. У 1883 році Рейнольдс встановив, що ламінарна течія переходить в турбулентну, коли введена ним безрозмірна величина (число Рейнольдса) перевищує критичне значення. Число Рейнольдса широко використовується при вирішенні завдань гідро- і аеродинаміки у разі малих і середніх дозвукових швидкостей. Рейнольдс визначив механічний еквівалент теплоти. Сконструював низку турбін і відцентрових насосів.
На честь вченого названо астероїд головного поясу 12776 Рейнольдс.